# Horseshoe Bay (Texas)
Horseshoe Bay es una ciudad ubicada en el condado de Llano en el estado estadounidense de Texas. En el Censo de 2010 tenía una población de 3.418 habitantes y una densidad poblacional de 113,71 personas por km².

## Geografía
Horseshoe Bay se encuentra ubicada en las coordenadas 30°32′22″N 98°22′36″O / 30.53944, -98.37667. Según la Oficina del Censo de los Estados Unidos, Horseshoe Bay tiene una superficie total de 30.06 km², de la cual 29.51 km² corresponden a tierra firme y (1.84%) 0.55 km² es agua.

## Demografía
Según el censo de 2010, había 3.418 personas residiendo en Horseshoe Bay. La densidad de población era de 113,71 hab./km². De los 3.418 habitantes, Horseshoe Bay estaba compuesto por el 93.89% blancos, el 0.5% eran afroamericanos, el 0.29% eran amerindios, el 0.76% eran asiáticos, el 0.03% eran isleños del Pacífico, el 3.19% eran de otras razas y el 1.35% pertenecían a dos o más razas. Del total de la población el 9.01% eran hispanos o latinos de cualquier raza.